# Густав (ураган)
Урага́н Густав (англ. Hurricane Gustav) — сьомий за 2008 рік тропічний циклон та третій ураган в Атлантичному океані. Сформувався вранці 25 серпня за 420 км на південний схід від столиці Гаїті Порт-о-Пренса і вже ввечері збільшився до тропічного шторму. До 26 серпня досяг сили урагану. Ввечері того ж дня викликав повінь на Гаїті. Жертвами урагану стало не менше 50 чол. Потім ураган заторкнув Кубу. Ураган досяг суші біля міста Кокодрі, Луїзіана, як ураган 4 категорії за шкалою Саффіра-Сімпсона.
За підсумками, ураган привів до загибелі 153 осіб у США та Вест-Індії, збитки у США склали 4,3 млрд доларів, на Кубі 2,1 млрд доларів, на Ямайці 210 млн доларів.